# Bac Giang (provincie)
Bac Giang (vietnamsky Bắc Giang) je provincie na severu Vietnamu. Žije zde okolo 1,6 milionu obyvatel, hlavní město je Bac Giang. Leží severovýchodně od hlavního města Vietnamu, Hanoje.

## Geografie
Provincie leží na severu země v deltě Rudé řeky. Sousedí s provinciemi Thai Nguyen, hlavním městem Hanoj, Bao Ninh, Hai Duong, Quang Ninh a Lang Son. Rudá řeka představuje hlavní dopravní tepnu v provincii. Na rozsáhlých územích roste bambusové a deštné pralesy.